# Туолумне (округ)
Туо́лумне, также Туо́лемне (англ. Tuolumne /tuːˈɒləmiː/) — округ, расположенный в центральной части американского штата Калифорния в регионе Сьерра-Невада. Окружной центр — город Сонора.

## История
Округ Туолумне является одним из первых округов штата, образовавшихся еще в 1850 году в эпоху вступления Калифорнии в состав США. Впоследствии часть территории была передана округам Станисло в 1854 году и Алпайн в 1864 году.

## География
По данным Бюро переписи населения США, округ имеет общую площадь в 5890 км², из которых 5750 км² составляет суша и 140 км² (2,4 %) — водная поверхность.

## Демография

### 2000 год
Согласно Переписи населения 2000 года в Туолумне проживал 54 501 человек. Плотность населения составила 9 чел./км². Было расположено 28 336 единиц жилья со средней плотностью 5 ед./км². Расовый состав выглядел следующим образом: 89,5 % — белые, 2,1 % — афроамериканцы, 1,8 % — коренные американцы, 0,7 % — азиаты, 0,2 % — уроженцы тихоокеанских островов, 2,9 % — прочие расы, 2,8 % — смешанные расы, 8,2 % — латиноамериканцы (любой расы).

### 2010 год
Согласно Переписи населения 2010 года в Туолумне проживало 55 365 человек. Расовый состав выглядел следующим образом: 87,2 % — белые, 2,1 % — афроамериканцы, 1,9 % — коренные американцы, 1,0 % — азиаты, 0,1 % — уроженцы тихоокеанских островов, 4,0 % — прочие расы, 3,7 % — смешанные расы, 10,7 % — латиноамериканцы (любой расы).